# 黑山头镇 (额尔古纳市)
黑山头镇，是中华人民共和国内蒙古自治区呼伦贝尔市额尔古纳市下辖的一个乡镇级行政单位。

## 行政区划
黑山头镇下辖以下地区：
梁东村、梁西村、红泉屯村、古城屯村、桦树林屯村、四卡村和五卡村。